# Mišela
Mišela je žensko osebno ime.

## Izvor imena
Ime Mišela je različica ženskega osebnega imena Mihaela.

## Pogostost imena
Po podatkih Statističnega urada Republike Slovenije je bilo na dan 31. decembra 2007 v Sloveniji število ženskih oseb z imenom Mišela: 25.

## Osebni praznik
Osebe z imenom Mišela lahko godujejo takrat kot osebe z imenom Mihaela.